# Józef Skrzek
Józef Franciszek Skrzek (ur. 2 lipca 1948 w Michałkowicach) – polski multiinstrumentalista, wokalista i kompozytor, starszy brat Jana Skrzeka.

## Życiorys

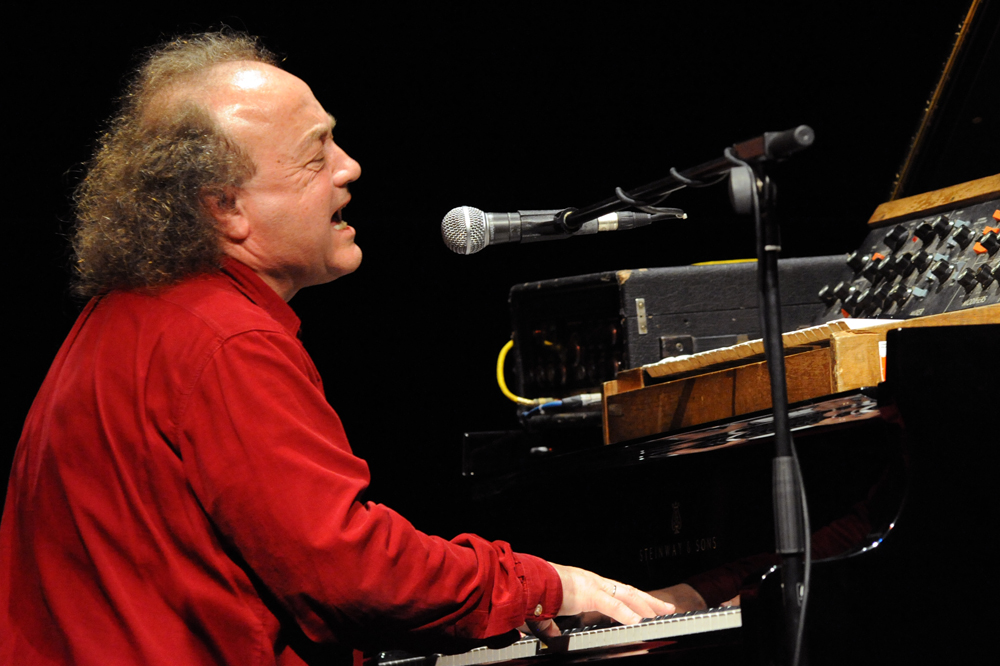
Józef Skrzek podczas koncertu „Dzień Szakala” w Warszawie (2010)

Od najmłodszych lat pobierał lekcje gry na fortepianie. W 1967 ukończył średnią szkołę muzyczną w Katowicach w klasie fortepianu (drugi instrument – skrzypce).
W 1969 roku debiutował na scenie, będąc członkiem tria Mariolaine & Swinging Soul Corporation, które towarzyszyło wokalistce z Indonezji. W tym samym czasie zetknął się już z Breakoutem, ponieważ trio wraz z wokalistką Mariolein, supportowało ten zespół podczas ich koncertów oraz współpracował z lokalnymi grupami górnośląskimi Ślężanie, Ametysty i Peany wraz z Januszem Hryniewiczem.
Na początku 1970 został oficjalnie stałym członkiem zespołu Breakout, który wspomagał grając na pianinie, gitarze basowej oraz śpiewając. Wraz z nim nagrał jego kolejny album pt. 70a. Po kłótni z Józefem Hajdaszem, podczas oglądania meczu piłkarskiego, opuścił tę formację w grudniu 1970.
W 1971 roku założył zespół Silesian Blues Band, w którym poza nim grali Apostolis Anthimos (gitara) i Jerzy Piotrowski (perkusja). W latach 1972–1973 trzej muzycy współpracowali z Czesławem Niemenem, Helmutem Nadolskim i Andrzejem Przybielskim pod nazwą Grupa Niemen, nagrywając kolejno albumy:
- Strange Is This World (1972)
- Ode to Venus (bez udziału Nadolskiego i Przybielskiego) (1973)
- Niemen Vol. 1 i Niemen Vol. 2 (oba albumy połączono w reedycji CD jako „Marionetki”) (1973).

W 1974 reaktywował zespół Silesian Blues Band, który został przemianowany na SBB. W listopadzie 1980 grupa rozpadła się, a Skrzek rozpoczął karierę solową i nagrywa albumy (m.in.: Pamiętnik Karoliny, Ojciec chrzestny Dominika czy Józefina) oraz bierze udział w nagrywaniu płyt innych wykonawców (m.in. album Haliny Frąckowiak pt. Ogród Luizy) i realizuje swoje kolejne projekty z innymi muzykami. Przez następne lata zajmował się tworzeniem m.in. muzyki teatralnej i kościelnej. Jednak co jakiś czas łączył się z muzykami, grając w różnych składach, lub reaktywował SBB z którym nadal koncertuje. W 1993 gościnnie współpracował z zespołem Kat przy nagrywaniu albumu Ballady, grając na fortepianie utwory: „Legenda wyśniona”, „Delirium Tremens” i „Niewinność”.
Muzyk zaprzyjaźniony jest z michałkowicką Szkołą Podstawową nr 13 (im. harcmistrza Józefa Skrzeka), gdzie często gra i śpiewa podczas różnych uroczystości.
Często współpracuje z reżyserem Lechem Majewskim, z którym stworzył utwory muzyczne do filmów Majewskiego: Pokój saren (1997), Wojaczek (1999), Angelus (2001) oraz Młyn i krzyż (2010).
30 czerwca 2012 w Bydgoszczy odbyła się premiera pierwszego polskiego opartego na zasadach Teatru Tworzenia, awangardowego oratorium „Terrarium” autorstwa Józefa Skrzeka i Jarosława Pijarowskiego.

## Dyskografia
Płyty solowe:.
- 1978 – Pamiętnik Karoliny
- 1980 – Ojciec chrzestny Dominika

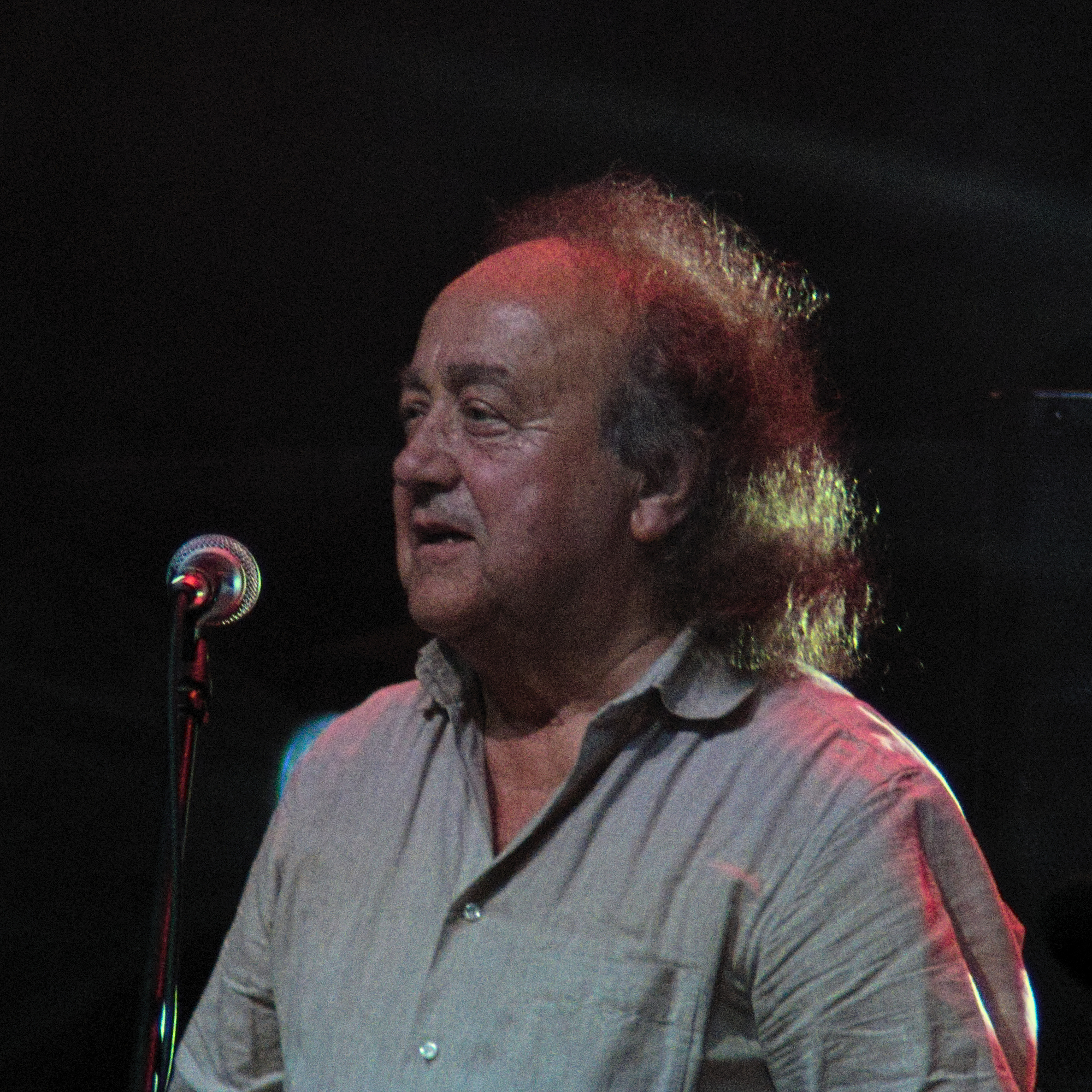
Józef Skrzek (2019)

- 1981 – Ogród Luizy (album Haliny Frąckowiak)
- 1982 – Wojna światów – następne stulecie – soundtrack do filmu Piotra Szulkina
- 1983 – Józefina[10]
- 1983 – Ambitus Extended (z Tomaszem Szukalskim)
- 1985 – Podróż w krainę wyobraźni
- 1987 – Kantata Maryjna
- 1989 – Live
- 1990 – Wracam
- 1993 – Twój dom wschodzącego słońca
- 1997 – Anioł się zwiastuje
- 1997 – Kantata Maryjna – Live
- 1997 – Kolędy
- 1997 – Pokój Saren (z Lechem Majewskim)
- 1998 – Czas (z Michałem Banasikiem)
- 1998 – Pokój Saren Piano
- 2001 – Dzwonią dzwoneczki, muzyka gra, a kolęda nadal trwa
- 2001 – Jesteś, który jesteś (z Wiesławem Komasą)
- 2002 – Koncert Świętokrzyski
- 2003 – Akustycznie
- 2003 – Epitafium Dusz – Koncert na cześć zaginionych...
- 2003 – Kantata Maryjna
- 2003 – U stóp krzyża
- 2005 – Planetarium (z Colinem Bassem)
- 2005 – Viator – Znak Pokoju
- 2006 – Maria z Magdali
- 2007 – La Tempête
- 2007 – Viator 1973–2007 (wydawnictwo zawierające 20 płyt Skrzeka z oficjalnej dyskografii, jak i niepublikowanych) – złota płyta[11]
- 2008 – Dwa Braty (z Janem Skrzekiem)
- 2013 – Terrarium: Organ Works (z Jarosławem Pijarowskim)
- 2013 – Terrarium: Live in Bydgoszcz (z Jarosławem Pijarowskim)
- 2013 – The dream Off Penderecki  (z Teatrem Tworzenia)
- 2014 – Człowiek z Wysokiego Zamku  (z Jarosławem Pijarowskim i Władysławem Komendarkiem)
- 2014 – The Stratomusica Suite (z Przemysławem Rudziem)
- 2015 – Tryptyk Bydgoski – część pierwsza Józef Skrzek „Kościół”[12]
- 2015 – Requiem dla chwil minionych (z Jarosławem Pijarowskim)
- 2016 – Live in Studio M (DVD – Video) – (Radio Opole – 16.12.2016)
- 2016 – Skrzek Kolędy (81–82)
- 2016 – Ela & Józef Skrzek – Kolędowo (EP)
- 2017 – Katharsis (A Small Victory) (z Teatrem Tworzenia)[13]
- 2017 – Stories z Krzysztofem „Pumą” Piaseckim.
- 2017 – Around The Worls In Eighty Moogs (nagrania koncertowe (2003–2009))
- 2017 – Maria Kantata (album zarejestrowano 7.10.2017 r. w Szt. Istvan Bazylika (Budapeszt)
- 2018 – Miłość – Józef Skrzek & Henryk Jan Bator
- 2019 – Living After Life (z Teatrem Tworzenia)
- 2020 – Kantata Maryjna (Koncert zarejestrowany 31 maja 2020 roku w Archikatedrze Chrystusa Króla w Katowicach w czasie pandemii, w pustej przestrzeni katedry.)
- 2020 – Pandemonicon (z Teatrem Tworzenia)
- 2023 – Wojna światów live[14]
- 2024 – Forbidden Archaeology (Opus 1,1) (z Teatrem Tworzenia)
- 2024 – Forbidden Archaeology (Opus 2,2) lamentation for civilization (you choose which one...) z Teatrem Tworzenia
- 2025 – Singer[15]
- 2025 – non omnis moriar

Płyty i wydawnictwa poświęcone i dedykowane żonie artysty – Alinie:
- 2022 – Alina Skrzek – Marzenia

## Filmografia
- Golem (1980, film fantastycznonaukowy, reżyseria: Piotr Szulkin), kompozytor, a także jako muzyk na planie programu telewizyjnego
- Ogród rozkoszy ziemskich (2003, dramat obyczajowy, reżyseria: Lech Majewski), kompozytor
- Historia polskiego rocka (2008, film dokumentalny, reżyseria: Leszek Gnoiński, Wojciech Słota)

## Ordery i odznaczenia
- Krzyż Wolności i Solidarności (2019)[16]
- Medal Stulecia Odzyskanej Niepodległości (2018)[17]
- Złoty Medal „Zasłużony Kulturze Gloria Artis” (2016)[18]
- Medal Labor Omnia Vincit przyznany przez Kapitułę im. Hipolita Cegielskiego (2021)[19]

## Nagrody i wyróżnienia
- Nagroda im. Wojciecha Korfantego (2005)[20]
- Cegła Janoscha, nagroda przyznawana przez czytelników katowickiego wydania „Gazety Wyborczej” za rozsławianie Górnego Śląska (2008)
- Statuetka Złotego Fryderyka za całokształt osiągnięć artystycznych (2013)[21]
- Nagroda FENIKS im. Tadeusza Micińskiego (razem z J. Pijarowskim) za ekspresję artystyczną i nowatorstwo formalne w bogatej twórczości muzycznej (2017)[22].
- Nagroda 100-lecia ZAiKS-u (2020)[23]
- Nagroda Mediów Publicznych w kategorii: Muzyka za "wybitne osiągnięcia w dziedzinie muzyki rozrywkowej – w jej najbardziej ambitnym wydaniu oraz za umiejętne łączenie sacrum z profanum" (2021)
- Nagroda na 14. Festiwalu Filmowym im. Krzysztofa Komedy w Ostrowie Wielkopolskim za całokształt twórczości dla kompozytora muzyki filmowej (2025)